# Olivier Winterstein
Olivier Winterstein (genannt Olivier von Winterstein; * 10. Februar 1951 in Cannes; † 28. Juli 2004 in Dresden) war ein französischer Musikwissenschaftler und Orchester-Intendant (geschäftsführender Leiter), zuletzt der Dresdner Philharmonie (1992–2004).

## Leben
Olivier Winterstein absolvierte seine schulische Bildung in Paris. Er studierte Gesang in Salzburg bei Max Lorenz und Maria Reining sowie Rechtswissenschaften in Wien. Mit dieser doppelten Ausbildung übernahm er 1975 den Posten des Geschäftsführers des Wiener Instrumentalensembles. In Wien promovierte er 1979 zum Doktor der Rechtswissenschaften.
In den folgenden beiden Jahren war er in Wien Exekutivsekretär des Internationalen Musikzentrums (IMZ) und wurde 1982 Intendant des Symphonischen Orchesters Berlin. In den Jahren 1983 und 1984 war er für Presse und Marketing der Musikmesse Midem („Marché International du Disque et de l’Edition musicale“) in Cannes verantwortlich, woran sich Intendanzen beim Orchestre National du Capitole de Toulouse (1984–1987) sowie dem Orchestre National de France (1987–1989) anschlossen. 1989–1991 war er persönlicher Referent des Toulouser Generalmusikdirektors Michel Plasson.
Nach der deutschen Wiedervereinigung wurde Winterstein 1992 Intendant der Dresdner Philharmonie. Dabei oblag ihm die Konsolidierung des Orchesters nach dem gesellschaftlichen Umbruch in Ostdeutschland. Er war an der Gründung des Fördervereins Dresdner Philharmonie beteiligt, war Aufsichtsratsmitglied des Heinrich-Schütz-Konservatoriums sowie der städtischen Konzert- und Kongressgesellschaft. Das internationale Renommee der Dresdner Philharmonie konnte er durch Konzertreisen steigern, außerdem sorgte er für die Wiederaufnahme der Schallplattentätigkeit des Orchesters, die seit der Wende infolge der Auflösung des VEB Deutsche Schallplatten Berlin unterbrochen war. Neben bereits für das DDR-Label Eterna eingespielten, aber unveröffentlichten Aufnahmen der Chefdirigenten Herbert Kegel (1977–1985 tätig) und Jörg-Peter Weigle (1986–1994) brachte Berlin Classics auf seine Initiative hin auch Neueinspielungen auf CD heraus. Der Mitteldeutsche Rundfunk begleitete die Arbeit der Philharmonie und sorgte so für eine verstärkte Medienpräsenz.
Als Nachfolger des Chefdirigenten Jörg-Peter Weigle verpflichtete er seinen früheren Toulouser Vorgesetzten Michel Plasson (1994–2001).
Winterstein starb am 28. Juli 2004 nach einer schweren Krankheit. Sein zu diesem Zeitpunkt bereits feststehender Nachfolger Anselm Rose trat das Amt daher vorzeitig als interimistischer Intendant an.